# Klaus Berntsen
Klaus Berntsen (ur. 12 czerwca 1844 w Eskilstrup, zm. 27 marca 1927 w Kopenhadze) – duński polityk, działacz liberalnych partii: Det Forenede Venstre, Moderate Venstre i od 1910 Venstre, ojciec szermierzy Aage (również lekarza, poety oraz malarza) i Olufa Berntsenów, z zawodu nauczyciel.
Pełnił mandat deputowanego do Folketingetu (1873–1884, 1886–1926). Był ministrem: spraw wewnętrznych (1908–1909), obrony (1910–1913, 1920–1922) i bez teki (1922–1924). W latach 1910–1913 sprawował urząd premiera Danii.